# Santschiella kohli
Santschiella kohli  (лат.) — вид мелких по размеру крупноглазых муравьёв рода Santschiella из подсемейства Формицины (Formicidae). Единственный вид рода Santschiella Forel. В 1917 году Santschiella был выделен в отдельную трибу Santschiellini Forel, 1917 в составе Camponotinae. Этой классификации следовали все мирмекологи вплоть до 2003 года, когда Б. Болтон включил этот род в состав трибы Gesomyrmecini (Bolton, 2003).

## Описание
Длина около 3 мм. Усики состоят из 12 члеников. Глаза очень крупные. Нижне-боковые углы головы с зубцом на каждой стороне. Проподеум с двумя шипами. Окраска желтовато-бурая. Род был описан швейцарским мирмекологом Форелем и назван в честь швейцарского энтомолога Феликса Санчи (Felix Santschi, 1872—1940), а вид — в честь Hermann Kohl, собравшего типовые экземпляры в Заире.
Своими огромными глазами напоминает муравьёв родов Gigantiops и Myrmoteras, относящихся к другим трибам.